# Pokrov (Ukraine)
Pour la ville de Russie, voir Pokrov.
Pokrov (en ukrainien : Покров) est une ville minière de l'oblast de Dnipropetrovsk, en Ukraine. Sa population s'élevait à 39 044 habitants en 2025.

## Géographie
Pokrov, qui jusqu'en 2016 s'est appelé Ordjonikidze du nom du bolchévique Grigory Ordjonikidze, est située dans une zone de steppe, sur la rive gauche de la rivière Bazavlouk (Базавлук), à son point de confluent avec la Solona (Солона) et la Kam'ianka (Кам'янка). Elle se trouve à 25 km au nord-ouest de Nikopol, à 63 km au sud-est de Kryvy Rih, à 110 km au sud-ouest de Dnipro et à 406 km au sud de Kyiv, Kiev.
Après le village de Krasne (en ukrainien : Красне ; en russe : Красное, Krasnoïe) à 1 km en aval, la Bazavlouk se jette au bout de 3,5 km dans le réservoir de Kakhovka, qui noie sur 240 km la vallée du Dniepr en aval de Zaporijjia. En amont, sur la rive opposée de la rivière Solona, se trouve le village de Cholokhove (en ukrainien : Шолохове ; en russe : Шолохово, Cholokhovo).

## Administration
La municipalité de Pokrov (en ukrainien : Покровська міська рада, Pokrovs'ka mis'ka rada), comprend la ville de Pokrov ainsi que deux communes urbaines : Hirnytske et Tchortomlyk. Sa population s'élevait à 43 121 habitants en 2013.

## Préhistoire
Sur le territoire de Pokrov se trouve le kourgane royal scythe du IVe siècle av. J.-C. dit Tovsta Mohyla (en ukrainien : Товста Могила, « la grosse tombe » ; en russe : Толстая Могила, Tolstaïa Moguila).

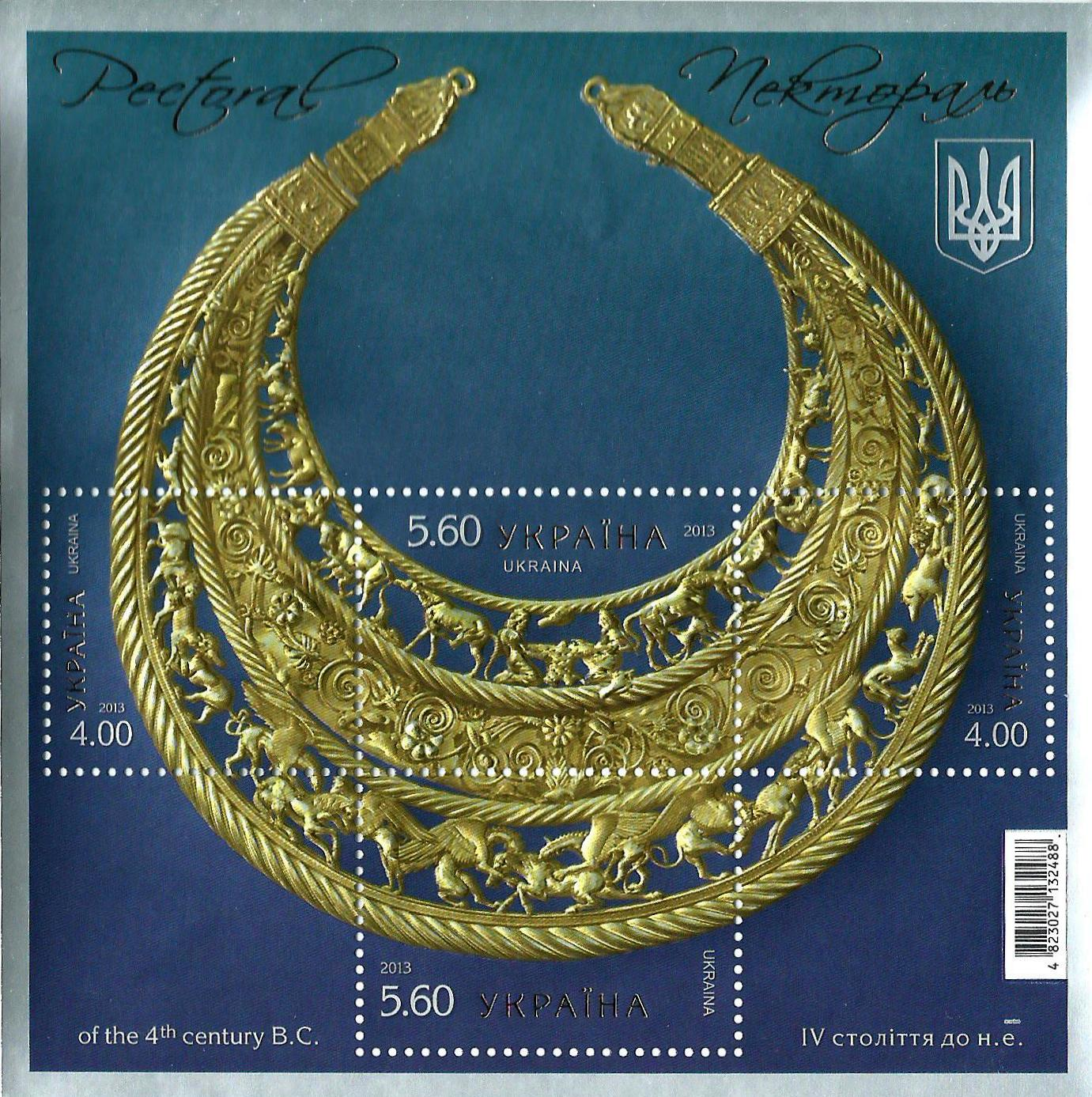
Série philatélique (2013) : le pectoral de Tovsta Mohyla.

Le 21 juin 1971, parmi de nombreux objets gréco-scythes, l'archéologue ukrainien Boris N. Mozolevs'ky, de l'Université d'État de Donetsk, découvre dans une de ses deux chambres funéraires un collier, ou pectoral en or émaillé pesant 1 140 g et mesurant 30 cm de diamètre, coulé puis soudé à partir d'un modèle en cire. Il pense que celui-ci a été fabriqué par les bijoutiers grecs au service de nobles scythes.
Trois parties supérieure, médiane et inférieure y représentent des scènes du ciel, de la terre et du monde souterrain, représentant la division du monde caractéristique des Indo-Iraniens.
Selon les interprétations, les scènes y sont tirées de la vie quotidienne, ou se rapportent au mythe de la Toison d'or.
Après avoir été au Musée de l'Ermitage à Saint-Pétersbourg, le pectoral est conservé au Musée des trésors historiques de l'Ukraine à Kiev.
Une copie en est exposée au Carré Nord de la place du Théâtre à Donetsk, associée à un casque et une coiffe dans une « Allée des Scythes », composée par les sculpteurs Youri Baldine et Vladimir Kiselev.
Une autre reproduction est aussi décernée aux professionnels du spectacle à titre de récompense, comme un César, Oscar ou Molière ukrainien

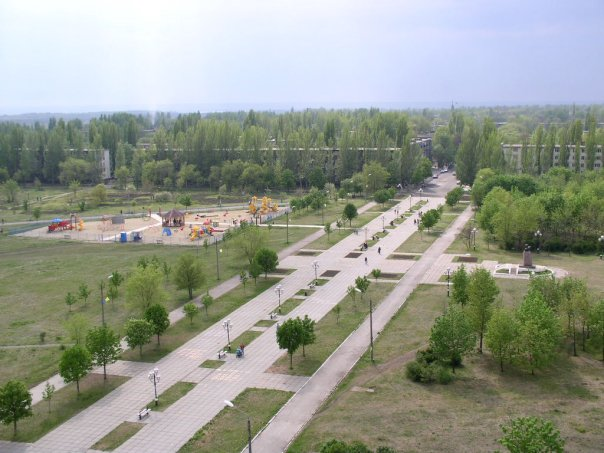
Le boulevard Chevtchenko.

## Histoire
Dans la vallée du Dniepr, aujourd'hui noyée par le lac artificiel de Kakhovka, passait la fameuse route des Vikings aux Grecs, traversant la Rous ukrainienne.
Le territoire de Pokrov a été le lieu d'implantation de deux sitch des Zaporogues au XVIIe siècle, celle de "Bazavlout" et celle de "Tchortomlyt"
La tombe du héros national ukrainien Ivan Sirko (Іван Сірко), menacée par les eaux du lac de Kakhovka, a été déplacée de son site original vers un mausolée sur un kourgane proche du village de Kapoulivka (Капулівка).
L'agglomération est née comme un village minier du nom de Prytchypylivtsi (Причипилівці, aujourd'hui Hirnytske—Гірницьке). L'ingénieur géologue Valérian Domher (Валеріан Домгер) avait en 1883 découvert de riches gisements de manganèse dans le bassin de la Solona, et l'exploitation souterraine a commencé en 1886. À partir de 1952 commence l'exploitation à ciel ouvert et c'est en 1956 qu'a été inaugurée la remise en état des sites abandonnés.
C'est aussi en 1956 qu'est officiellement née la municipalité de Pokrov, de la fusion des cités ouvrières qui s'étaient développées autour des mines de manganèse.
Il y a huit autres Pokrov en Ukraine.

## Population
Recensements (*) ou estimations de la population :
| 1939* | 1959*  | 1970*  | 1979*  | 1989*  |
| ----- | ------ | ------ | ------ | ------ |
| 9 385 | 17 523 | 38 381 | 39 037 | 45 806 |

| 2001*  | 2010   | 2011   | 2012   | 2013   |
| ------ | ------ | ------ | ------ | ------ |
| 44 834 | 42 061 | 41 894 | 41 645 | 41 374 |

## Économie
Les principales entreprises de Pokrov sont :
- PGZK ou Pokrovs’kij gìrničo-zbagačuval’nij kombìnat (en ukrainien : Покровський гірничо-збагачувальний комбінат) : combinat d'extraction et d'enrichissement de minerai de Pokrov. Il produit 70 pour cent du manganèse extrait en Ukraine et approvisionne l'usine de ferro-alliages de Nikopol. Il emploie 5 290 salariés en 2009[6].
- ORRZ ou Ordjonikidzevski roudoremontny zavod (en russe : Орджоникидзевский рудоремонтный завод) : fabrique de l'équipement minier depuis 1964[7].
- Procter & Gamble : fabrique de la lessive en poudre de marques Gala et Dax[8].

## Personnalités
- Daria Astafieva (en ukrainien : Дарія Астафьєва), aussi connue comme Dasha Astafieva, née le 4 août 1985, chanteuse du groupe pop NikitA, et playmate du mois dans Playboy de janvier 2009[9].
- C'est à Pokrov qu'est né Skinhate, premier groupe ukrainien de nu metal.
- Alexandre Sin, politicien ukrainien d'origine coréenne y est né.